# 7 mars
Pour les articles homonymes, voir Sept-Mars.
7 février 7 avril
Chronologies thématiques
- Croisades
- Ferroviaires
- Sports
- Disney
- Anarchisme
- Catholicisme

Abréviations / Voir aussi
- (° 1852) = né en 1852
- († 1885) = mort en 1885
- a.s. = calendrier julien
- n.s. = calendrier grégorien
- Calendrier
- Calendrier perpétuel
- Liste de calendriers
- Naissances du jour

Le 7 mars est le 66e jour, moins souvent le 67e, de l'année du calendrier grégorien ; il en reste ensuite 299.
C'était généralement le 17e jour du mois de ventôse dans le calendrier républicain / révolutionnaire français officiellement dénommé  jour du doronic(um), une plante.

## Événements

### IVesiècle
- 321 : l'empereur romain Constantin Ier fait du « Jour du Soleil » (c’est-à-dire le dimanche) le jour du repos hebdomadaire par décret (Code de Justinien, 3.12.2).

### XIIIesiècle
- 1266 : Charles d'Anjou entre dans la ville de Naples après avoir vaincu et tué Manfred de Sicile à la bataille de Bénévent, le 26 février. Charles d'Anjou avait été au préalable investi par le pape Clément IV de la couronne de Sicile.

### XVIesiècle

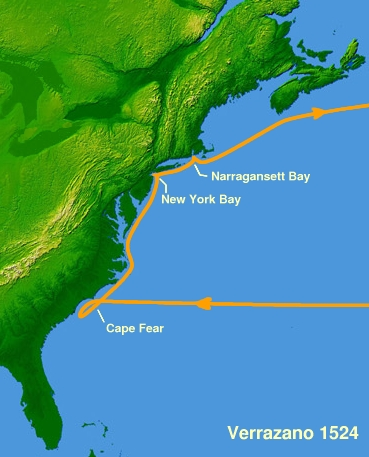
Carte du voyage de Giovanni da Verrazano en 1524.

- 1524 : le navigateur Giovanni da Verrazano prend pied en Amérique du Nord.
- 1573 : la paix de Constantinople met fin à la guerre entre la Turquie et Venise. Venise cède à la Turquie l'île de Chypre.

### XVIIesiècle
- 1627 (ou 16 mars) : le roi de France Louis XIII pose la première pierre de la nouvelle (et actuelle) église parisienne jésuite et baroque Saint-Paul-Saint-Louis.

### XVIIIesiècle
- 1790 : en Belgique, première assemblée générale du duché de Bouillon.
- 1792 : Antoine Louis, célèbre chirurgien de l'époque, préconise, dans un rapport remis ce jour à l'Assemblée législative, la mise au point d'une machine à lame oblique (la guillotine), seul moyen de donner la mort à tous les condamnés avec rapidité et sûreté. La première utilisation aura lieu le 25 avril 1792.
- 1793 : la France déclare la guerre à l'Espagne, et l'armée espagnole envahit la Navarre française et le Roussillon.
- 1799 : prise de Jaffa par le général Bonaparte.

### XIXesiècle

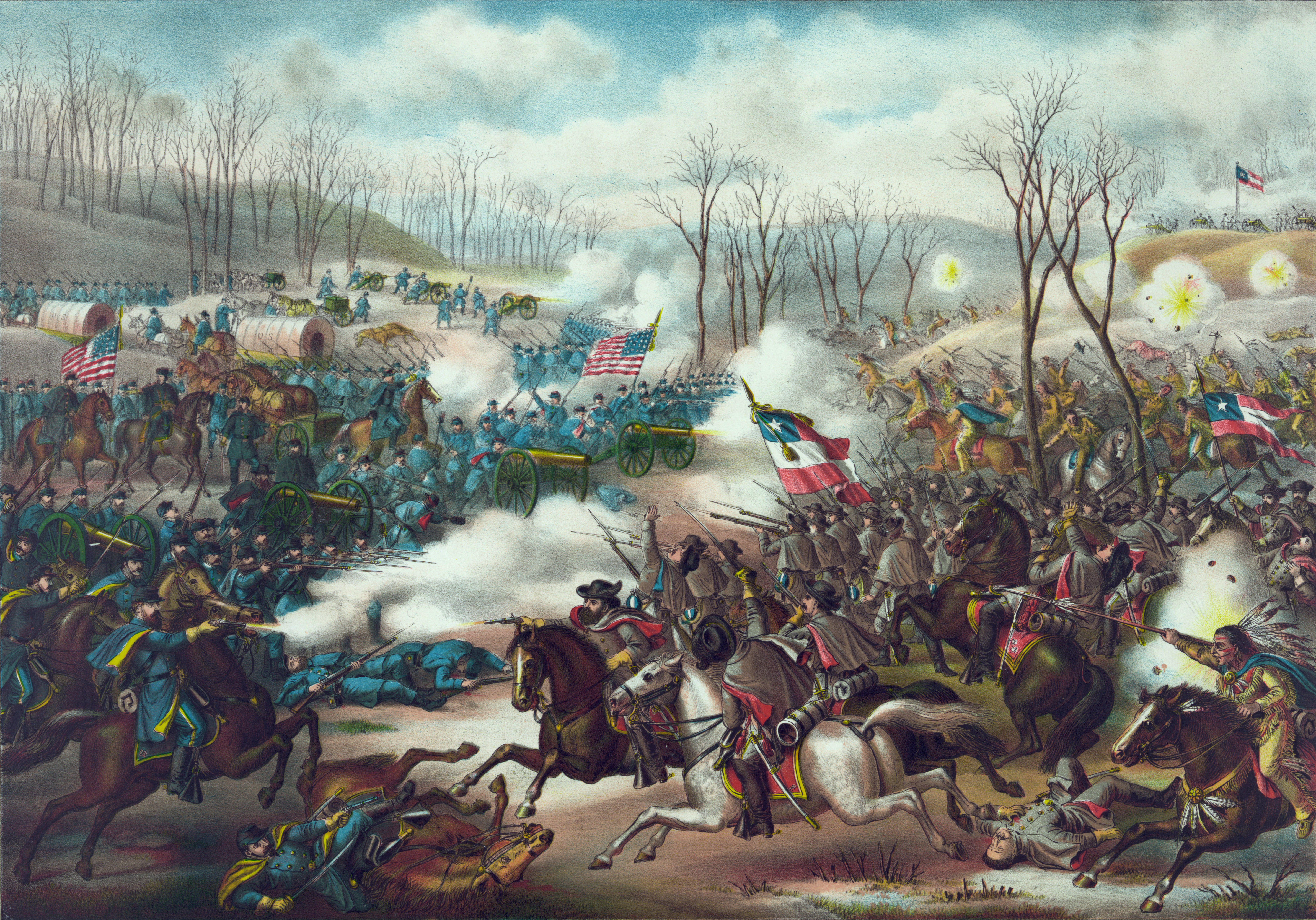
Représentation de la bataille de Pea Ridge.

- 1805 : Napoléon accepte de devenir roi d'Italie[1].
- 1814 : bataille de Craonne.
- 1815 : rencontre, à Laffrey, près de Grenoble, entre Napoléon Ier revenant de captivité de l'île d'Elbe et les troupes envoyées pour l'arrêter.
- 1820 : le roi Ferdinand VII renonce à l'absolutisme en Espagne, inaugurant le triennat libéral.
- 1821 : les rebelles napolitains sont écrasés par les Autrichiens à Rieti.
- 1849 : le Reichstag de l'empire d'Autriche est dissous.
- 1862 : victoire de Samuel Ryan Curtis à la bataille de Pea Ridge pendant la guerre de Sécession.

### XXesiècle

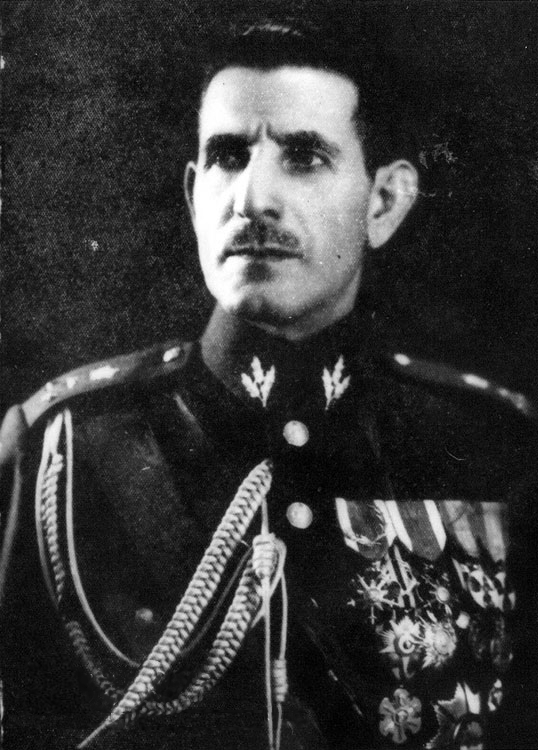
Haj Ali Razmara.

- 1902 : victoire de Koos de la Rey à la bataille de Tweebosch pendant la seconde guerre des Boers.
- 1918 : signature d'un traité d'alliance entre le Reich et la Finlande, liant fortement les deux pays l'un à l'autre.
- 1936 : Hitler viole les accords de pacte de Locarno et le traité de Versailles en occupant et remilitarisant la Rhénanie.
- 1945 : franchissement du Rhin par les Alliés sur le pont de Remagen et entrée des troupes américaines en Allemagne.
- 1949 : résolution 70 du Conseil de sécurité des Nations unies, sur la tutelle de zones stratégiques.
- 1951 : le Premier ministre iranien Haj Ali Razmara est assassiné par un fanatique des Fedayin de l'Islam ; l'Anglo-Iranian Oil Company et autres sociétés étrangères seront ensuite nationalisées.
- 1954 : l'URSS remporte le mondial de hockey sur glace dès sa première participation.
- 1957 : résolution 124 du Conseil de sécurité des Nations unies, sur l'admission d'un nouveau membre, le Ghana.
- 1962 : ouverture de la Conférence d’Évian sur l'Algérie.
- 1963 : début d'une campagne du Front de libération du Québec, des cocktails molotov sont lancés sur des cibles militaires en région montréalaise.
- 1965 : début des marches pour les droits civiques de Selma à Montgomery. C'est le « Bloody Sunday ». La répression du gouverneur de l’Alabama, George Wallace, contraint Johnson à placer sa garde nationale sous contrôle fédéral.
- 1966 : le président de la République de France Charles de Gaulle annonce le retrait de la France de la structure militaire de l'OTAN.
- 1969 : à Montréal, Pierre-Paul Geoffroy plaide coupable à cent vingt-quatre chefs d'accusation, pour son action terroriste au sein du Front de libération du Québec.
- 1973 : aux premières élections du Bangladesh indépendant, le Premier ministre Mujibur Rahman l'emporte.
- 1974 : les deux Allemagnes conviennent d'établir des missions diplomatiques permanentes dans leur capitale respective.

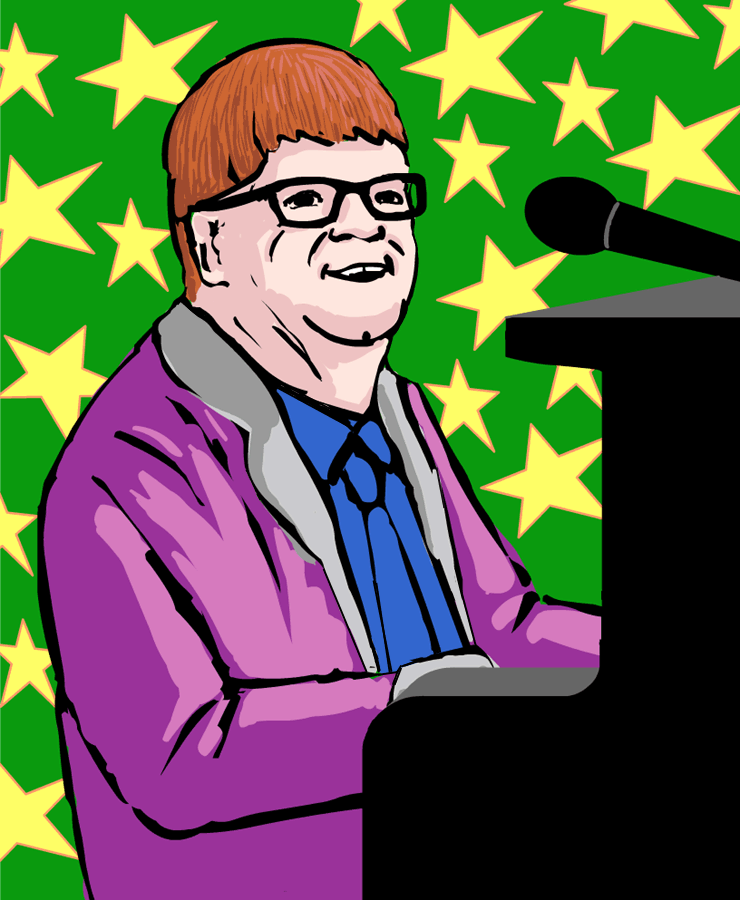
Elton John.

- 1976 : une représentation d'Elton John est mise en exposition dans le musée de cire de Madame Tussaud, à Londres. L'artiste est le premier artiste de rock depuis les Beatles en 1964 à recevoir cet honneur dans le célèbre établissement.
- 1980 : le pétrolier Tanio (pavillon malgache), chargé de 27 000 tonnes de fioul lourd, se brise en deux au large de Roscoff (nord de l'île de Batz, France). Huit marins sont tués tandis que 8 000 tonnes se répandent en mer et polluent les côtes du Finistère et des Côtes-d'Armor.
- 1982 :
  - Jarmila Kratochvílová porte le record du monde féminin indoor du 400 mètres à 49,59 s.
  - Michèle Mouton remporte le rallye automobile du Portugal.
  - aux États-Unis, le boxeur américain Marvin Hagler devient champion du monde des poids moyens en battant son compatriote Caveman Lee en soixante-sept secondes.
- 1984 : les autorités du Penjab ordonnent un renforcement des mesures de sécurité et décident de fournir des armes à la population pour se protéger du terrorisme sikh.
- 1987 : massacre de Lieyu. L'armée taiwanaise a massacré 19 ou plus de réfugiés vietnamiens sans armes cherchant l'asile politique à Donggang, Lieyu, Kinmen.
- 1991 : la barge pétrolière Vistabella, immatriculée à Trinité-et-Tobago, sans assurance en matière de pollution, coule par 600 m de fond à 15 milles au sud-est de Niévès, une des deux îles majeures du petit État caraïbe de Saint-Christophe-et-Niévès. Ses 2 000 tonnes de fioul lourd se déversent dans cinq juridictions : Saint-Christophe-et-Niévès, les îles de Saba (Antilles néerlandaises), Saint-Martin et Saint-Barthélemy (Antilles françaises), les îles Vierges britanniques, des îles Vierges américaines et de Porto Rico (États-Unis).
- 1992 : l'équipe anglaise de rugby à XV, tenante du titre, remporte le tournoi des cinq nations.
- 1993 : signature à Islamabad d'un accord de paix et de partage du pouvoir afghan destiné à mettre fin aux affrontements entre les dix factions rivales.
- 1994 : la Cour suprême des États-Unis valide « l'usage raisonnable » (fair use) d'extraits à fins de satire, sans que soit requise l'autorisation de l'auteur.
- 1995 : George E. Pataki, gouverneur de l'État de New York, rétablit la peine de mort.
- 1997 : Israël accepte de retirer ses troupes de dix pour cent du territoire de la Cisjordanie, en confiant le contrôle à l'Autorité palestinienne.
- 1998 : Karl Hass est condamné définitivement à la prison à vie pour le massacre des Fosses ardéatines.
- 1999 : Regina Jacobs porte le record du monde du 3 000 m à 8 min 39,14 s. Elle est convaincue de dopage à la tétrahydrogestrinone (THG) en 2003.

### XXIesiècle
- 2001 :
  - un commando présumé de l'organisation nationaliste basque ETA s'empare de 1,6 tonne d'explosifs près de Grenoble, France. Gregorio Vicario Setien, membre historique de l'ETA, recherché en Espagne pour de nombreux dossiers et membre supposé du commando est arrêté le lendemain à un barrage routier avec des faux papiers, des armes et des tracts de l'ETA dans sa voiture.
  - l'ONU vote des sanctions contre le Liberia, pour son soutien aux rebelles lors de la guerre civile sierra-léonaise.
- 2004 :
  - une opération anti-terrorisme menée par l'armée israélienne se solde par la mort de 14 palestiniens dans deux camps de réfugiés de Gaza.
  - Le cyclone tropical « Gafilo » frappe le nord de Madagascar, provoquant la mort de 154 personnes dont 113 à bord d'un ferry qui a sombré dans la tempête.
- 2016 : attaque de la ville de Ben Gardane au sud-est de la Tunisie par des membres de l'État islamique.
- 2018 : des élections présidentielles et législatives sont organisées au Sierra Leone.
- 2022 : parution de la liste officielle des 12 candidats en lice pour l’Élection présidentielle française de 2022.

## Arts, culture et religion
- 1277 : l'évêque de Paris Étienne Tempier condamne les thèses averroïstes et aristotéliciennes dans un décret de 219 articles.
- 1831 : création à la salle Favart de Fausto, de Louise Bertin, premier opéra sur l'œuvre du Faust de Goethe.
- 1843 : le dramaturge Victor Hugo connaît un échec pour sa pièce Les Burgraves représentée à la Comédie-Française à Paris.

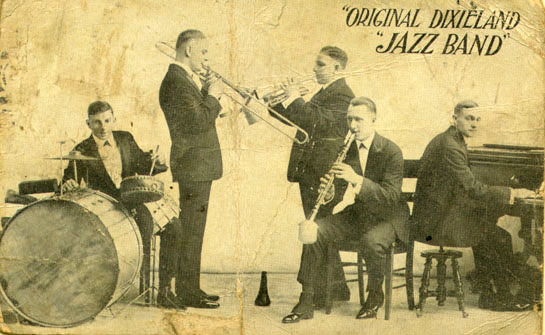
Dixieland Jazz Band.

- 1917 : le premier disque de jazz est mis sur le marché. Il s'agit d'un enregistrement du groupe Original Dixieland Jazz Band incluant une composition qui sera un succès à l'époque, Livery Stable Blues.
- 1933 : le gorille géant « King Kong » apparaît pour la première fois dans le film éponyme de Cooper et Schoedsack[2].
- 1956 : Carl Perkins sort le disque Blue Suede Shoes.
- 1958 : fondation de l'Université catholique argentine.
- 1962 : sortie du film Cartouche de Philippe de Broca avec Jean-Paul Belmondo et Claudia Cardinale.
- 1969 : sortie du film Le Cerveau de Gérard Oury, avec Bourvil, Jean-Paul Belmondo et Eli Wallach.
- 1973 : sortie du film L’Affaire Dominici de Claude Bernard-Aubert avec Jean Gabin.
- 1985 : sortie de la chanson We are the world au profit de USA for Africa, écrite par Michael Jackson et Lionel Richie. Elle réunira 50 millions de dollars contre la famine en Éthiopie.
- 1992 : Première diffusion de Sailor Moon au Japon.
- 2000 : sortie du premier album nommé The Sickness du groupe américain Disturbed.
- 2015 : l'État islamique rase aux explosifs et au bulldozer les ruines antiques de la cité parthe de Hatra.
- 2018 : l’Indien Balkrishna Vithaldas Doshi reçoit le prix Pritzker.
- 2019 : Sortie mondiale en téléchargement numérique de la chanson Arcade interprétée par Duncan Laurence qui gagnera deux mois plus tard le Concours Eurovision de la chanson 2019 pour les Pays-Bas.

## Sciences et techniques
- 1876 : Alexander Graham Bell obtient aux États-Unis un brevet d'invention pour le téléphone (brevet déposé le 14 février 1876).
- 1926 : première conversation téléphonique transatlantique entre New York et Londres.
- 2016 : annonce de la découverte de la plus lointaine galaxie connue de notre Univers (GN-z11).

## Économie et société
- 1960 : première parution du magazine français de programmes TV Télé 7 jours.
- 1965 : début de l'émission Dim, Dam, Dom sur la deuxième chaîne de l'ORTF.
- 1980 : naufrage du Tanio qui fuirait toujours quarante années plus tard (oiseaux mazoutés toujours retrouvés sur littoral français nord-ouest)[3].
- 1988 : les scénaristes syndiqués de Hollywood entament une grève qui durera vingt-deux semaines.
- 1990 : la FDA impose un étiquetage plus clair et plus complet sur presque tous les emballages d'aliments vendus aux États-Unis.
- 2001 : le groupe pharmaceutique américain Merck annonce la baisse du prix de ses médicaments anti-sida à destination de l'Afrique avec effet immédiat. Le prix du Crixivan est maintenant fixé à 600 dollars par an et par malade et le prix du Stocrin est de 500 dollars.
- 2007 : élection de Patrick Ollier à la présidence de l'Assemblée nationale française.
- 2019 : le cardinal Philippe Barbarin est condamné à six mois de prison avec sursis par le Tribunal correctionnel de Lyon en France pour non-dénonciation d'abus sexuels sur mineurs.
- 2021 : en Guinée équatoriale, une série d'explosions fait une centaine de morts et des centaines de blessés à Bata[4].
- 2024 : la Suède met fin à deux siècles de neutralité en devenant le 32e membre de l'Organisation du traité de l'Atlantique nord (OTAN)[5].

## Naissances

### XVesiècle
- 1419 : Mathilde du Palatinat, aristocrate allemande († 22 août 1482).
- 1437 : Anne de Saxe (1437-1512), princesse de la maison de  († 31 octobre 1512).
- 1481 : Baldassarre Peruzzi, architecte et peintre italien († 6 janvier 1537).

### XVIesiècle
- 1507 : 
  - Claude de Savoie, gouverneur et grand sénéchal de Provence († 23 avril 1566).
  - Madeleine de Saxe, margravine de Brandebourg († 25 janvier 1534).
- 1536 : Achille de Harlay, premier président du Parlement de Paris de 1582 à 1611 († 23 octobre 1616).
- 1543 : Jean Casimir du Palatinat, troisième fils de l’Électeur palatin du Rhin Frédéric III du Palatinat († 16 janvier 1592).
- 1547 :
  - Lambert Thomas Schenkel, pédagogue et philologue néerlandais († 1625).
  - Satake Yoshishige, daimyo de l'époque Sengoku († 19 mai 1612).
- 1554 : Honoré du Laurens, archevêque d'Embrun († 14 janvier 1612).
- 1556 : Guillaume du Vair, prélat, homme politique et écrivain moraliste français († 3 août 1621).
- 1558 : Jean VII de Mecklembourg-Schwerin, duc de Mecklembourg-Schwerin († 22 mars 1592).
- 1564 : Pierre Coton, prêtre jésuite français et confesseur du roi Henri IV et Louis XIII († 19 mars 1626).
- 1574 : John Wilbye, compositeur anglais († vers septembre 1638).
- 1579 : Edmond Mérille, jurisconsulte français († 14 juillet 1647).

### XVIIesiècle
- 1601 : Johann Michael Moscherosch, homme d'État allemand († 4 avril 1669).
- 1604 : Gabriel Pérelle, graveur français († 6 juin 1677).
- 1605 : Simon Dejnev, explorateur russe et est le premier Européen à traverser le détroit de Béring († 1673).
- 1607 : Innico Caracciolo, cardinal italien († 30 janvier 1685).
- 1648 : Charles-Amador Martin, deuxième prêtre né en sol canadien († 19 juin 1711).
- 1663 : Tomaso Antonio Vitali, violoniste et compositeur italien († 9 mai 1745).
- 1669 : Aloys Thomas Raimund von Harrach, homme d'État et diplomate autrichien († 7 novembre 1742).
- 1670 :
  - Raniero d'Elci, cardinal italien († 22 juin 1761).
  - Charles-Thomas de Lorraine-Vaudémont, membre de la Maison de Lorraine († 12 mai 1704).
- 1671 : Robert Roy MacGregor, héros populaire écossais et hors-la-loi du début du XVIIIe siècle († 28 décembre 1734).
- 1675 : Jean-Pierre de Caussade, jésuite français et maître spirituel de renom († 8 décembre 1751).
- 1679 : Carl Gyllenborg, homme d'État suédois († 9 décembre 1746).
- 1693 : Clément XIII, pape de 1758 à 1769 († 2 février 1769).

### XVIIIesiècle
- 1707 : Stephen Hopkins, homme politique américain († 13 juillet 1785).
- 1715 : Aignan-Thomas Desfriches, dessinateur français († 25 décembre 1800).
- 1727 : André Morellet, homme d'Église, écrivain, encyclopédiste et traducteur français († 12 janvier 1819).
- 1746 : André Michaux, botaniste et explorateur français († 16 octobre 1802).
- 1751 : Louis Lefèvre-Gineau, chimiste et scientifique français († 3 février 1829).
- 1760 : Gilles Joseph Martin Bruneteau, général de division français († 26 août 1830).
- 1763 : Léger-Félicité Sonthonax, homme politique français († 23 juillet 1813).
- 1765 : Joseph Nicéphore Niépce, physicien français, considéré comme l'un des inventeurs de la photographie († 5 juillet 1833).
- 1770 : Gabriel Jean Joseph Molitor, maréchal de France, gouverneur, grand chancelier de la Légion d'honneur († 28 juillet 1849).
- 1772 : Claude Corbineau, général d’Empire français († 8 février 1807).
- 1773 : Guillaume Alexandre Thomas Pégot, général de brigade français († 20 juillet 1858).
- 1780 : Pierre-Jacques de Potier, général français († 2 mai 1840).
- 1784 : Louise Marie-Jeanne Hersent, artiste peintre française († 7 janvier 1862).
- 1785 : Alessandro Manzoni, écrivain italien († 23 mai 1873).
- 1788 : Antoine Becquerel, physicien français († 18 janvier 1878).
- 1789 : Michel Martin Drolling, peintre français néoclassique, peintre d’histoire et portraitiste († 9 janvier 1851).
- 1792 : John Frederick William Herschel, scientifique, astronome et photographe britannique, fils de Sir William Herschel († 11 mai 1871).
- 1793 : Louis Henry, danseur, chorégraphe et maître de ballet français († 4 novembre 1836).
- 1797 : Manuel Parra, matador espagnol († 20 novembre 1829).
- 1799 : František Ladislav Čelakovský, linguiste, philologue, slaviste, traducteur et poète tchèque († 5 août 1852).

### XIXesiècle
- 1804 : Constant d'Hoffschmidt, homme politique belge libéral († 14 février 1873).
- 1807 : Simon Ramagni, agent maritime et homme politique français († 28 janvier 1886).
- 1810 : Vincent Courdouan, peintre français († 8 décembre 1893).
- 1812 : Jean Benoît Désiré Cochet, archéologue et préhistorien français († 1er juin 1875).
- 1817 :
  - Alexandre Antigna, peintre français († 26 février 1878).
  - Pierre-Louis-Marie Cortet, évêque de Troyes († 16 février 1898).
- 1822 : Victor Massé, compositeur français († 5 juillet 1884).
- 1822 : Paul Baudry, homme de lettres et historien français († 31 mai 1909).
- 1825 : Paul Deltuf, poète et écrivain français († 14 août 1870).
- 1830 : François Pillon, philosophe français († 19 décembre 1914).
- 1845 : Daniel David Palmer, médecin canadien, fondateur de la chiropratique († 20 octobre 1913).
- 1846 : Whitcomb Judson, inventeur de la première fermeture à glissière en 1890 († 7 décembre 1909).
- 1847 : Paul Reclus, chirurgien français († 1914).
- 1849 : Luther Burbank, horticulteur américain († 11 avril 1926).
- 1850 : Tomáš Garrigue Masaryk, premier président de la République Tchécoslovaque († 14 septembre 1937).
- 1855 : Marie-Joseph Lagrange, exégète et théologien catholique français († 10 mars 1938).
- 1857 : Julius Wagner-Jauregg, médecin neurologue et psychiatre autrichien († 27 septembre 1940).
- 1864 :
  - Anna Larroucau Laborde de Lucero, philanthrope et éducatrice argentine, pionnière de la viticulture en Argentine († 3 septembre 1956).
  - Henri Rivière, graveur sur bois et artiste-peintre († 24 août 1951).
- 1865 : Balbin du Carmel, père carme déchaux espagnol († 12 mai 1934).
- 1868 : Giovanni Giacometti, peintre suisse († 25 juin 1933).
- 1869 : Bertha Townsend, joueuse de tennis américaine († 12 mai 1909).
- 1871 : Georges Cloetens, facteur d'orgues et inventeur bruxellois († 13 août 1949).
- 1872 :
  - Robert Linzeler, joailler-orfèvre français († 25 janvier 1941).
  - Piet Mondrian (Pieter Cornelis Mondriaan dit), peintre néerlandais († 1er février 1944).
- 1875 : 
  - Albert Ayat, escrimeur français, double champion olympique en 1900 († 2 décembre 1935).
  - Victor Ernest, homme politique belge († 4 août 1940).
  - George Larner, marcheur britannique, double champion olympique († 4 mars 1949).
  - Maurice Ravel, compositeur français († 28 décembre 1937).
- 1884 : Salomon Kaplansky, homme politique sioniste et socialiste israélien († 7 décembre 1950).
- 1886 :
  - François d'Astier de La Vigerie, général français († 9 octobre 1956).
  - Jacques Majorelle, peintre français († 14 octobre 1962).
  - René Thomas, pionnier français de l'aviation et un pilote automobile († 23 septembre 1975
- 1889 : Estéfan Nehmé, religieux chrétien libanais († 30 août 1938).
- 1891 : Jacob Balgley, peintre et graveur russe († 14 juin 1934).
- 1892 : 
  - Fritz Becker, Generalleutnant allemand dans la Wehrmacht († 11 juin 1967).
  - Blanche Marguerite Sauty, actrice et chanteuse française, connue sous le nom de scène de Christiane Dor († 14 mai 1939).
- 1894 :
  - Marcel Déat, homme politique français, acteur de la Collaboration († 5 janvier 1955).
  - Suzy Wincker (Suzanne Pauline van Kerckhoven dite), chanteuse et comédienne française, l'une des premières speakerines de la télévision française, en 1935 († 14 juillet 1989).
- 1896 : Richard Maguet, peintre français († 16 juin 1940).
- 1899 : Pierre Pouly, matador français († 24 décembre 1988).

### XXesiècle
- 1902 : Louis-Alexandre Belisle, lexicographe québécois († 12 septembre 1985).
- 1904 : Reinhard Heydrich, directeur du Reichssicherheitshauptamt (RSHA) et protecteur adjoint du Reich en Bohême-Moravie († 4 juin 1942).
- 1906 : Théo Dejace, homme politique belge († 11 février 1989).
- 1908 :
  - Anna Magnani, actrice italienne († 26 septembre 1973).
  - Inge Viermetz, responsable de l'association Lebensborn sous le Troisième Reich († 23 avril 1997).
- 1909 :
  - André Abegglen, footballeur suisse († 8 novembre 1944).
  - Léo Malet, écrivain français († 3 mars 1996).
  - Henri Romanetti, officier mécanicien volant, compagnon de la Libération († 5 août 1944).
- 1910 : Simone Louise des Forest, pilote automobile française († 15 novembre 2004).
- 1911 : 
  - Jean Courtecuisse, syndicaliste et homme politique français († 10 octobre 2000).
  - Jill Craigie, réalisatrice de films documentaires, scénariste et féministe britannique († 13 décembre 1999).
  - André Gérard, gardien de but professionnel français de football († 26 mai 1994).
  - Stefan Kisielewski, écrivain, journaliste, compositeur, critique musical et homme politique polonais († 27 septembre 1991).
  - Gertrud Lutz-Fankhauser, militante humanitaire suisse, vice-présidente de l'UNICEF († 9 juin 1995).
  - Mohand Oulhadj, colonel de l'armée de libération nationale († 2 décembre 1972).
  - Sachchidananda Vatsyayan, auteur de poésie hindi, de fiction, de critique et de journalisme († 4 avril 1987).
- 1912 : Willy Schröder (Wilhelm Schröder dit), athlète allemand spécialiste du lancer du disque († 28 septembre 1990).
- 1913 :
  - Dollard Ménard, militaire québécois, commandant des Fusiliers Mont-Royal lors du débarquement de Dieppe († 14 janvier 1997).
  - André Zirnheld, premier officier parachutiste français, à avoir été tué lors de la Seconde Guerre mondiale († 27 juillet 1942).
- 1914 : 
  - Doreen Blumhardt, potière, céramiste et enseignante néo-zélandaise († 17 octobre 2009).
  - Lee Young (en), batteur de jazz américain († 31 juillet 2008).
- 1915 : Jacques Chaban-Delmas, homme politique français († 10 novembre 2000).
- 1916 : Clare Dennis, nageuse australienne, championne olympique († 5 juin 1971).
- 1917 : 
  - Mostefa Lacheraf, écrivain, historien, sociologue et homme politique algérien († 13 janvier 2007).
  - Reginald Maudling, homme politique britannique († 14 février 1979).
- 1918 : Rolf Thiele, réalisateur, scénariste, et producteur allemand († 9 octobre 1994).
- 1920 : Jean-Claude Diamant-Berger, poète français († le 18 ou 24 juillet 1944).
- 1922 :
  - Umberto Betti, cardinal italien, recteur émérite de l'Université pontificale du Latran († 1er avril 2009).
  - Olga Ladyjenskaïa, mathématicienne russe († 12 janvier 2004).
- 1924 :
  - André du Bouchet, poète français († 19 avril 2001).
  - Kōbō Abe, écrivain japonais († 22 janvier 1993).
- 1925 : 
  - Guy Herbulot, évêque émérite d'Évry Corbeil-Essonnes († 1er août 2021).
  - Philippe Malaurie, juriste français, professeur de droit privé, spécialisé en droit civil, à l'université Paris II Panthéon-Assas, auteur d'ouvrages de droit et d'enseignement du droit (des successions, avec Aynès) († 1er avril 2020).
- 1926 : Joseph Verdeur, nageur américain, champion olympique († 6 août 1991).
- 1927 :
  - Jean Badal, chef opérateur et directeur de la photographie d'origine hongroise († 9 octobre 2015).
  - James Broderick, acteur américain († 1er novembre 1982).
  - Philippe Clay, chanteur et acteur français († 13 décembre 2007).
  - Jean-Paul Desbiens, (dit Frère Untel), religieux, enseignant et écrivain québécois († 23 juillet 2006).
- 1928 : Gilbert Rondeau, homme politique québécois († 9 mars 1994).
- 1929 : Robert Lemaître, footballeur international français († 9 mars 2019).
- 1930 :
  - Antony Armstrong-Jones, photographe britannique, époux de la princesse Margaret d'Angleterre († 13 janvier 2017).
  - Stanley Miller (biologiste), biologiste américain, père de la chimie des origines de la vie sur la Terre († 20 mai 2007).
- 1931 :
  - Jean-Marie Albagnac, graveur, artiste-peintre et photographe français.
  - Mady Mesplé (Magdeleine dite), soprano française toulousaine († 30 mai 2020).
- 1933 : 
  - Hannelore Kohl (Johanne Eleonore Renner dite), épouse prédécédée du 6e chancelier fédéral allemand Helmut Kohl entre octobre(s) 1982 et 1998 (16 ans et 26 jours, † 5 juillet 2001).
  - Dumitru Pirvulescu, lutteur gréco-romain roumain († 9 avril 2004).
- 1934 : Gordon Flemyng, réalisateur britannique († 12 juillet 1995).
- 1936 :
  - Loren W. Acton, astronaute américain.
  - Claude Feidt, évêque catholique français, archevêque de Aix-en-Provence († 13 octobre 2020).
  - Georges Perec, écrivain français († 3 mars 1982).
  - François Ristori, peintre français († 27 janvier 2015).
  - Julio Terrazas Sandoval, cardinal bolivien, archevêque de Santa Cruz de la Sierra († 9 décembre 2015).
- 1937 : « Chicuelo » (Rafael Jiménez Castro dit), matador espagnol.
- 1938 :
  - David Baltimore, biologiste américain, Prix Nobel de physiologie ou médecine en 1975.
  - Albert Fert, physicien français, prix Nobel de physique en 2007.
  - Janet Guthrie, pilote automobile américaine.
- 1939 : Danyel Gérard (Gérard Daniel Kherlakian dit), chanteur français.
- 1940 :
  - Pierre Marois, économiste et homme politique québécois.
  - Viktor Savinykh, cosmonaute russe.
- 1941 : Philippe Mohlitz (Émile Philippe Magaudoux dit), graveur français († 14 mars 2019).
- 1942 :
  - Audrey Arno, actrice et chanteuse française († 9 juin 2012).
  - Michael Eisner, entrepreneur américain, PDG de la Walt Disney Company de 1984 à 2005, 891e fortune mondiale en 2007.
- 1943 :
  - Carolyn Carlson, danseuse et chorégraphe américaine.
  - Chris White, musicien britannique du groupe The Zombies.
- 1944 :
  - Michael Rosbash, généticien et chronobiologiste américain, co-prix Nobel de médecine en 2017.
  - Jean-Pierre Santini, écrivain et éditeur corse.
  - Townes Van Zandt, chanteur, auteur et compositeur de musique country et folk américain († 1er janvier 1997).
- 1945 :
  - Raymond Bouchard, acteur québécois.
  - John Heard, acteur américain († 21 juillet 2017).
  - Gerta Keller, paléontologue américano-liechtensteino-suissesse.
- 1946 :
  - Matthew Fisher, musicien et compositeur britannique du groupe Procol Harum.
  - Okko Kamu, chef d'orchestre finlandais.
  - Alain Marty, homme politique français.
  - Peter Wolf, chanteur américain du groupe J. Geils Band.
- 1947 :
  - Virginia Duenkel, nageuse américaine.
  - Jean-Loup Puget, astrophysicien français.
  - Mohamed Bule-Gbangolo, homme politique de la République démocratique du Congo.
  - Walter Röhrl, pilote de rallye allemand.
  - Virginia Duenkel, nageuse américaine, championne olympique.
- 1948 :
  - Michel Blanc-Dumont, dessinateur de bande dessinée et illustrateur français.
  - Alexandre Mathis, romancier français.
- 1950 :
  - Franco Harris, joueur américain de football américain.
  - Barbara Polla, médecin, galeriste, écrivain et personnalité politique libérale suisse.
  - Daniel Tremblay, plasticien français († 8 avril 1985).
- 1951 : Nenad Stekić, athlète yougoslave] spécialiste du saut en longueur.
- 1952 :
  - William Boyd, écrivain britannique.
  - Ernie Isley (en), musicien américain du groupe The Isley Brothers.
  - Dominique Mamberti, cardinal catholique français de la curie romaine.
  - Corine Marienneau, bassiste française du groupe Téléphone.
  - Lynn Swann, joueur de football américain.
- 1953 : 
  - Jean-Dominique Senard, président du groupe Michelin de 2012 à 2019, puis de Renault depuis janvier 2019.
  - Bernard Voyer, explorateur québécois.
- 1954 : Jean Désy, médecin et écrivain québécois.
- 1955 : Al-Walid ben Talal ben Abd al-Aziz Al Saoud, prince saoudien, 5e fortune mondiale en 2005.
- 1956 : Bryan Cranston, acteur américain.
- 1957 : Gérard Bernardet, footballeur français devenu entraîneur.
- 1958 : Rik Mayall, acteur britannique († 9 juin 2014).
- 1959 :
  - Luciano Spalletti, footballeur puis entraîneur italien.
  - Marisol Touraine, femme politique française, ancienne ministre de la santé, élue de Touraine.
  - Maëster (Jean-Marie Ballester dit), dessinateur de bande dessinée et dessinateur humoristique français.
- 1960 :
  - Joe Carter, joueur de baseball américain.
  - Ivan Lendl, joueur de tennis tchèque.
  - Kazuo Ozaki, footballeur japonais.
  - Jim Spivey, athlète américain spécialiste du demi-fond.
  - Marie Wiart (Marie-Véronique Maurin souvent dite), actrice française comme sa mère Mado Maurin et ses frères Maurin, Dewaere, Collignon, Vlérick.
- 1961 :
  - Chris Dickson, skipper néo-zélandais.
  - Luis Doreste, skipper espagnol, double champion olympique.
  - Nicolas Dupont-Aignan, homme politique français.
  - Cedomir Janevski, footballeur et entraîneur français.
- 1962 :
  - Amélété Abalo, footballeur togolais († 9 janvier 2010).
  - Gilles Ciment, théoricien du cinéma et de la bande dessinée français.
  - Taylor Dayne, chanteuse et actrice américaine.
  - Anna Burns, écrivaine nord-irlandaise.
- 1963 :
  - Mike Eagles, joueur et entraîneur canadien de hockey sur glace.
  - E. L. James (Erika Leonard dite), romancière anglaise.
  - Maria Lindström, joueuse de tennis suédoise.
  - Jenna de Rosnay, championne de planche à voile.
  - Kim Ung-yong, scientifique coréen et ancien enfant prodige.
  - Russell Williams, tueur et violeur en série Canadien, et ancien Colonel au sein des Forces Canadiennes.
- 1964 :
  - Bret Easton Ellis, écrivain américain.
  - Vladimir Smirnov, skieur de fond kazakh.
- 1965 : Jesper Parnevik, golfeur suédois.
- 1966 :
  - Terry Carkner, joueur canadien de hockey sur glace.
  - Jean-Claude Flory, homme politique français.
  - Ludwig Kögl, footballeur allemand.
- 1967 :
  - Jean-Pierre Barda, chanteur suédois d'origine française.
  - Ai Yazawa, dessinatrice de manga japonaise.
- 1968 :
  - Denis Boucher, joueur de baseball québécois.
  - Jeff Kent, joueur de baseball américain.
- 1969 :
  - Valentin Kononen, athlète finlandais spécialiste de la marche athlétique.
  - Christophe Le Roux, footballeur français.
  - Hideki Noda, pilote de Formule1 japonais.
- 1970 :
  - Nathalie Even-Lancien, coureuse cycliste française spécialiste de la piste, championne olympique de la course aux points en 1996.
  - Tristan Mendès France, écrivain, journaliste, blogueur et chroniqueur occasionnel sur France Culture.
  - Rachel Weisz, actrice et productrice britannique.
- 1971 : 
  - Peter Sarsgaard, acteur américain.
  - Matthew Vaughn (/Matthew De Vere Drummond), réalisateur, scénariste et producteur de cinéma anglais.
- 1972 :
  - Nate Campbell, boxeur américain.
  - Jang Dong-gun, acteur et chanteur sud-coréen.
  - Agnes Lam, journaliste, poétesse et femme politique macanaise.
  - Maxim Roy, actrice québécoise.
- 1973 :
  - Laurent Gané, coureur cycliste sur piste français.
  - Sébastien Izambard, chanteur français du groupe Il Divo.
- 1974 :
  - Michele Didoni, athlète italien, spécialiste de la marche.
  - Jenna Fischer, actrice américaine.
- 1975 :
  - Lioubomira Batcheva, joueuse de tennis professionnelle bulgare.
  - T.J. Thyne, acteur américain.
- 1977 :
  - Jérôme Fernandez, handballeur français.
  - Ronan O'Gara, rugbyman irlandais, demi d'ouverture de l'équipe d'Irlande de rugby à XV.
- 1978 : 
  - Katie Gold, actrice pornographique américaine.
  - Saša Stanišić, écrivain bosniaque.
- 1980 :
  - Laura Prepon actrice américaine.
  - Clémentine Beaugrand, actrice française.
  - Fabiana de Oliveira, joueuse brésilienne de volley-ball.
- 1981 : Arnaud Cosson, humoriste français.
- 1982 :
  - Aarón Díaz, acteur et mannequin mexicain.
  - Marc Planus, footballeur français.
- 1984 :
  - Julien Alluguette, acteur de théâtre et de cinéma français.
  - Cédric Collet, footballeur français.
  - Mathieu Flamini, joueur de football français.
  - Brandon T. Jackson, acteur, rappeur et danseur américain.
  - Ann Nanba, actrice japonaise du film pornographique.
  - Douglas da Silva, footballeur brésilien.
  - Yevheniya Snihur, athlète ukrainienne, spécialiste des haies.
- 1985 :
  - Hassania El Azzar, judokate marocaine.
  - Mohamed Fofana, footballeur français.
- 1986 : Jeremy Pargo, basketteur américain.
- 1987 :
  - Hatem Ben Arfa, footballeur français.
  - Denis Galimzyanov, coureur cycliste russe.
  - Milos Krstić, joueur de football serbe.
- 1988 :
  - Larry Asante, joueur américain de football américain.
  - Emir Bajrami, footballeur international suédois.
  - Sebastian Faisst, joueur de handball allemand († 3 mars 2009).
- 1989 : Joanne Courtney (née Joanne Taylor), curleuse canadienne née à Edmonton.
- 1990 : Abigail et Brittany Hensel, sœurs siamoises bicéphales américaines.
- 1993 : André Biyogo Poko, footballeur gabonais.
- 1993 : Malu NCB, artiste chanteur congolais.
- 1997 : 
  - Mathilde Clément, samboïste française.
  - Thomas Hayes, acteur norvégien.

### XXIesiècle
- 2002 : Akane Haga, chanteuse japonaise.
- 2005 : Marius Blivet, acteur français.

## Décès

### IVesiècleav. J.-C.
- ? 322 av. J.-C. : Aristote, philosophe grec (° 384 av. J.-C.).

### IIesiècle
- 161 : Antonin le Pieux, empereur romain (° 86).

### IXesiècle
- 851 : Nominoë, roi de Bretagne, et chef des bretons (° v. 800).

### XIIesiècle
- 1111 : Bohémond de Tarente, premier prince d'Antioche (° v. 1054).

### XIIIesiècle
- 1274 : saint Thomas d'Aquin, théologien et philosophe dominicain (° vers 1225).

### XIVesiècle
- 1304 : Bartolomeo I della Scala, condottiere et homme politique italien (° 1277).
- 1352 : Jeanne de Valois, sœur de Philippe VI de France (° 1294).
- 1393 : Bogusław VI, duc de Poméranie (° vers 1350).

### XVIesiècle
- 1517 : Marie d'Aragon, fille de Ferdinand II d'Aragon et d'Isabelle Ire de Castille (° 29 juin 1482).
- 1550 : Guillaume IV de Bavière, duc de Bavière (° 13 novembre 1493).

### XVIIesiècle
- 1606 : Bogusław XIII de Poméranie, duc de Poméranie (° 9 août 1544).
- 1625 : Johann Bayer, astronome allemand (° 1572).
- 1692 : Henry Muddiman, journaliste et éditeur anglais (° 5 février 1629).

### XVIIIesiècle
- 1724 : Innocent XIII (Michelangelo dei Conti), pape (° 13 mai 1655).
- 1743 : Claude François Bidal d'Asfeld, militaire et aristocrate français (° 2 juillet 1665).
- 1752 : Pietro Castrucci, violoniste et compositeur italien (° 1679.
- 1767 : Jean-Baptiste Le Moyne de Bienville, colon français et gouverneur de Louisiane (° 23 février 1680).
- 1778 : Charles de Geer, industriel entomologiste suédois (° 1720).
- 1784 : Jean-Baptiste-Louis-Théodore de Tschoudi, botaniste français (° 25 août 1734).
- 1797 : Johann Heinrich Samuel Formey, pasteur et homme de lettres allemand (° 31 mai 1711).

### XIXesiècle
- 1809 : Jean-Pierre Blanchard, aéronaute français (° 4 juillet 1753).
- 1842 : Paul-Frédéric de Mecklembourg-Schwerin, grand-duc de Mecklembourg-Schwerin (° 15 septembre 1800).
- 1852 : Jacopo Ferretti, poète, écrivain et librettiste italien (° 16 juillet 1784).
- 1862 : Benjamin McCulloch, général américain de l'armée confédérée durant la Guerre de Sécession (° 11 novembre 1811).
- 1864 : Charles Didier, écrivain, poète et voyageur franco-suisse (° 15 septembre 1805).
- 1875 :
  - John Edward Gray, zoologiste britannique (° 12 février 1800).
  - Arthur Helps, écrivain et historien anglais (° 10 juillet 1813).
- 1892 : Étienne Arago dramaturge et homme politique français (° 9 février 1802).
- 1895 : Camilla Collett (Camilla Wergeland), romancière féministe norvégienne (° 23 janvier 1813).

### XXesiècle
- 1904 : Ferdinand André Fouqué, géologue français (° 21 juin 1828).
- 1908 : Manuel Curros Enríquez, poète, écrivain et journaliste galicien (° 15 septembre 1851).
- 1914 : George William Ross, enseignant et homme politique canadien (° 18 septembre 1841).
- 1922 : William Laurentz, joueur français de tennis (° 26 février 1895).
- 1927 : Paul Harel, poète et aubergiste français (° 18 mai 1854).
- 1931 :
  - Akseli Gallen-Kallela, peintre et graveur finlandais (° 26 mai 1865).
  - Lupu Pick, acteur, réalisateur, scénariste et producteur allemand (° 2 janvier 1886).
  - Theo van Doesburg, peintre, architecte et théoricien de l'art néerlandais (° 1883).
  - Antoine Degert, écrivain, religieux et enseignant français (° 9 décembre 1859).
- 1932 : Aristide Briand, homme politique français, diplomate, Prix Nobel de la paix 1926 (° 29 mars 1862).
- 1933 : David Koigen sociologue russo-allemand (° 28 septembre 1879).
- 1940 : Walter von Engelhardt, architecte paysagiste allemand d'origine germano-balte et ancien sujet russe (° 1er juillet 1864).
- 1942 : Pierre Semard, syndicaliste et résistant français (° 1887).
- 1944 :
  - Gilbert Brutus, rugbyman et résistant français (° 2 août 1887).
  - Robert Wlérick, sculpteur français (° 13 avril 1882).
- 1951 :
  - Louis Colson, général et homme politique français (° 27 octobre 1875).
  - Haj Ali Razmara, chef militaire iranien (° 1901).
- 1952 : Paramahansa Yogananda, gourou indien (° 5 janvier 1893).
- 1954 :
  - Otto Diels, chimiste allemand, Prix Nobel de chimie 1950 (° 23 janvier 1876).
  - William Hays, sénateur américain (° 5 novembre 1879).
- 1959 : Ichirō Hatoyama, homme politique japonais, 52e, 53e et 54e Premier ministre du Japon (° 1er janvier 1883).
- 1961 : Max Hymans, homme politique français (° 2 mars 1900).
- 1963 : Marcel Lucain, journaliste et écrivain français († 18 novembre 1894).
- 1965 : Louise Mountbatten, reine de Suède, seconde épouse du roi Gustave VI Adolphe (° 13 juillet 1889).
- 1967 : Alice B. Toklas, écrivain américain (° 30 avril 1877).
- 1971 : Stevie Smith, poétesse et romancière britannique (° 20 septembre 1902).
- 1972 : Carme Ballester, résistante de la Seconde Guerre mondiale (° 27 avril 1900).
- 1973 : André De Meulemeester, as de l'aviation belge de la Première Guerre mondiale (° 28 décembre 1894).
- 1975 :
  - Mikhaïl Bakhtine, philosophe russe (° 17 novembre 1895).
  - Isabella Moore, nageuse britannique (° 23 octobre 1894).
- 1977 : Eugène Criqui, boxeur français (° 15 août 1893).
- 1978 : 
  - Salvatore Greco, capo di tutti capi vénézuélien (° 13 janvier 1923).
  - Jacques Grello (Gaëtan Henri Greslot dit), acteur et chansonnier français (° 31 juillet 1911).
- 1981 :
  - Kirill Kondrachine, chef d'orchestre russe (° 6 mars 1914).
  - Hilde Sperling, joueuse de tennis allemande (° 26 mars 1908).
- 1983 : 
  - Louis Levacher, peintre et sculpteur français (° 15 août 1934
  - Igor Markevitch, chef d'orchestre et compositeur ukrainien (° 27 juillet 1912).
- 1984 : Karl Neckermann, athlète allemand, spécialiste des épreuves de sprint (° 14 mars 1911).
- 1988 :
  - Divine (Harris Glenn Milstead dit), acteur et drag queen américain (° 19 octobre 1945).
  - Robert Livingston, acteur américain (° 9 décembre 1904).
- 1990 : Claude Arrieu, compositrice française (° 30 novembre 1903).
- 1991 : Cool Papa Bell, joueur américain de baseball (° 17 mai 1903).
- 1995 :
  - Georges Köhler, biologiste allemand, Prix Nobel de physiologie ou médecine 1984 (° 1946).
  - Paul-Émile Victor, explorateur français (° 28 juin 1907).
- 1996 : Jacques Bobet, producteur, scénariste, réalisateur et monteur français (° 1919).
- 1997 :
  - Daniil Chafran, violoncelliste russe (° 13 janvier 1923).
  - Ed Furgol (en), golfeur américain (° 24 mars 1917).
  - François Giacobbi, ministre français (° 19 juillet 1919).
  - Chuck Green (en), danseur américain (° 6 novembre 1919).
  - Gus (Gustave Erlich dit), dessinateur français (° 17 décembre 1911).
  - Martin Kippenberger, plasticien allemand (° 25 février 1953).
  - Roger Mehl, théologien et sociologue protestant français (° 10 mai 1912).
  - Edward Mills Purcell, physicien américain, Prix Nobel de physique 1952 (° 30 août 1912).
- 1998 :
  - Louis Guillou, homme politique français (° 6 mars 1921).
  - Jack Perkins, acteur américain (° 19 septembre 1921).
  - Ahmed Rafa, général français (° 22 avril 1906).
  - Leonie Rysanek, soprano autrichienne (° 14 novembre 1926).
- 1999 : 
  - Paul Bouts, phrénologue belge (° 27 février 1900).
  - André Dauthuille, peintre figuratif français (° 5 février 1918).
  - Lowell Fulson, guitariste et chanteur de blues américain (° 31 mars 1921).
  - Sidney Gottlieb, psychologue et chimiste américain (° 3 août 1918).
  - Antônio Houaiss, écrivain, lexicographe, traducteur et diplomate brésilien (° 15 octobre 1915).
  - Stanley Kubrick, réalisateur américain (° 26 juillet 1928).
- 2000 :
  - William Donald Hamilton, biologiste britannique (° 1er août 1936).
  - Charles Gray, acteur britannique (° 29 août 1928).
  - Robert Hart, pionnier des jardins-forêts en climat tempéré (° 1er avril 1913).
  - Pee Wee King, compositeur, instrumentiste et chef d’orchestre américain de musique country (° 19 février 1914).
  - Aleksandr Klimenko, athlète soviétique puis ukrainien spécialiste du lancer du poids (° 27 mars 1970).
  - Edward Hirsch Levi, homme politique américain (° 26 juin 1911).
  - Nicolas Walter, anarchiste, journaliste et écrivain britannique (° 22 novembre 1934).

### XXIesiècle
- 2001 :
  - Frankie Carle, pianiste, chef d'orchestre et compositeur américain (° 25 mars 1903).
  - Louis Guiraud, historien régionaliste français (° 24 août 1907).
- 2002 : 
  - Mati Klarwein, peintre et designer franco-allemand (° 9 avril 1932).
  - Franziska Rochat-Moser, athlète suisse (° 17 août 1966).
  - Shelley Smith Mydans, romancière et journaliste américaine (° 20 mai 1915).
- 2004 :
  - Mimi d'Estée (Reine Césarine Berthe Leborgne dite), comédienne québécoise, d'origine française (° 1908).
  - Antonio Lomelín, matador mexicain (° 26 décembre 1945).
  - Paul Winfield, acteur américain (° 22 mai 1939).
- 2005 :
  - Walter Arendt, homme politique allemand (° 17 janvier 1925).
  - Maurice Bernard, peintre français (° 27 janvier 1927).
  - John Box, directeur artistique britannique (° 27 janvier 1920).
  - Marcel Claverie, journaliste français (° 20 décembre 1924).
  - Debra Hill, scénariste américaine (° 10 novembre 1950).
  - Philip Lamantia, poète américain (° 23 octobre 1927).
  - Pierre Le Goff, chimiste français (° 8 février 1923).
- 2006 :
  - Ali Farka Touré, musicien et chanteur malien (° 31 octobre 1939).
  - Gordon Parks, photographe, réalisateur, journaliste et militant américain (° 30 novembre 1912).
- 2007 : Jeanne L'Herminier, résistante et déportée française (° 15 octobre 1907).
- 2008 :
  - Leonardo Costagliola, footballeur puis entraîneur de football italien (° 27 octobre 1921).
  - Francis Pym, homme politique britannique, ministre des Affaires étrangères de 1982 à 1983 (° 13 février 1922).
- 2009 :
  - Jacqueline François, chanteuse française (° 30 janvier 1922).
  - Tullio Pinelli, scénariste italien (° 4 juin 1908).
- 2010 : Patrick Topaloff, acteur, chanteur et animateur français (° 30 décembre 1944).
- 2011 : Slavy Boyanov, philosophe, écrivain, professeur d'université et dissident d’origine bulgare (° 25 février 2015).
- 2012 :
  - Félicien Marceau, dramaturge, romancier, scénariste et académicien français (° 16 septembre 1913).
  - Marcel Mouchel, footballeur français (° 13 février 1927).
  - Pierre Tornade, acteur français (° 21 janvier 1930).
- 2013 :
  - Kenny Ball, trompettiste, chef d'orchestre et chanteur de jazz britannique (° 22 mai 1930).
  - Peter Banks, guitariste, banjoïste et auteur-compositeur britannique (° 15 juillet 1947).
  - Giuliano Bignasca, homme politique et homme d'affaires suisse (° 10 avril 1945).
  - Sabine Bischoff, fleurettiste allemande (° 21 mai 1958).
  - Didier Comès, auteur de bandes dessinées belge (° 11 décembre 1942).
  - Sybil Christopher, actrice galloise (° 27 mars 1929).
  - Damiano Damiani, écrivain, acteur, réalisateur et scénariste italien (° 23 juillet 1922).
  - Jan Zwartkruis, entraîneur de football néerlandais (° 18 février 1926).
- 2017 : Éliane Victor, journaliste française, pionnière à la télévision comme productrice de nombreuses émissions consacrées à la vie des femmes, épouse en secondes noces de l'explorateur polaire Paul-Émile Victor et mère de Jean-Christophe Victor prédécédé fin 2016 (° 21 octobre 1918).
- 2019 : Joseph Marcel Ramet, médecin pédiatre belge et professeur d'université (° 5 février 1955).
- 2021 :
  - Dmitri Bachkirov, pianiste et pédagogue soviétique puis russe (° 1er novembre 1931).
  - Olivier Dassault, homme politique, homme d'affaires milliardaire français (° 1er juin 1951).
  - Georges Gruillot, homme politique français (° 14 août 1931).
  - Sanja Ilić, compositeur et pianiste yougoslave puis serbe (° 27 mars 1951).
  - Frank Thorne, dessinateur et scénariste américain (° 16 juin 1930).
- 2023 : 
  - Salvador Farfán, football international mexicain (° 22 juin 1932).
  - Marcel Gatsinzi, personnalité politique rwandaise (° 15 janvier 1948).
- 2024 : 
  - Jean-Baptiste Bordas, footballeur puis entraîneur français (° 8 février 1938).
  - Jean-Paul Colonval, footballeur puis entraîneur belge (° 2 février 1940).
  - Françoise Garner, cantatrice française (° 17 octobre 1933).
  - Steve Lawrence, chanteur et acteur américain (° 8 juillet 1935).
  - Daniel Martin, acteur français (° 1951).
  - Minervino Pietra, footballeur international puis entraîneur portugais (° 1er mars 1954).
  - Stéphane Rosse, dessinateur de bande dessinée français (° 6 octobre 1966).
  - Lucas Samaras, artiste plasticien américain (° 14 septembre 1936).
  - Son Myung-soon, femme politique sud-coréenne (° 29 janvier 1929).

## Célébrations
- Albanie) : festa e mësuesit (fête des professeurs) célébrant l'ouverture de la première école en langue albanienne / albanaise à Korça en 1867.[réf. nécessaire]

### Religieuse
- Bahaïsme : sixième jour du mois de l'élevation / ‘alá’' consacré au jeûne, dans le calendrier badí‘.

### Saints des Églises chrétiennes

#### Saints catholiques et orthodoxes du jour
Saints catholiques et orthodoxes du jour :
- Ardon d'Aniane († 843), moine de l'abbaye d'Aniane en Languedoc.
- Basile († 311), Ephrem, Eugène, Agathodore, Elpide, Ethèren et Capiton, evêques et martyrs à Chersonèse.
- Eosterwine († 686), cousin de saint Benoît Biscop, 2e abbé de l'abbaye de Wearmouth-Jarrow.
- Éphrem d'Antioche († 546), patriarche d'Antioche.
- Eubule († 309), martyr à Césarée.
- Gaudiose († 455), 14e évêque de Brescia.
- Juddène († 202), vierge et martyre à Carthage.
- Félicité († 203) et Perpétue, martyres à Carthage.
- Paul de Pruse († 850), évêque.
- Paul le Simple († 339), ermite en Thébaïde (Égypte).
- Satur, Saturnin, Révocat, Secondin, Jocond, Artaxe et Quint († 203), martyrs à Carthage.

#### Saints et bienheureux catholiques du jour
Saints et bienheureux catholiques du jour :
- Frowin d'Engelbert (+ 1178), Bienheureux moine bénédictin de Saint Blasien dans la Forêt Noire.
- Germain Gardiner († 1544), Bienhreux laïc, John Larke et Jean Ireland, bienheureux prêtres, martyrs à Tyburn.
- Jean-Baptiste Nam Chong-sam († 1866), père de famille martyr à Séoul.
- José Olallo Valdés († 1889), Bienheureux religieux espagnol - hospitalier de Saint-Jean-de-Dieu à Camagüey.
- Léonide Féodoroff († 1935), Bienheureux prêtre russe martyr du communisme.
- Luc Sy († 1970) Bienheureux laïc, martyr du Laos.
- Maisam Pho Inpeng († 1970) Bienheureux laïc, martyr du Laos.
- María Antonia de San José († 1799), Religieuse argentine fondatrice de la maison d'exercices spirituels de Buenos Aires.
- Reinhard de Stavelot-Malmédy (+ 1170) Bienheureux moine de l'abbaye de Stavelot-Malmédy en Belgique.
- Siméon-François Berneux († 1866), prêtre français vicaire apostolique en Corée des missions étrangères, martyr à Séoul.
- Thérèse-Marguerite du Sacré-Cœur de Jésus († 1770), religieuxe carmélite italienne.
- Thomas de Szombathely (+ 1488), Religieux pauliste hongrois.
- Volker (de) († 1132), Bienheureux moine martyr en Holstein.

#### Saints orthodoxes du jour (aux dates parfois"juliennes"/ orientales)
Saints orthodoxes du jour :
- Saint Laurent de Salamine († 1707), moine thaumaturge, fondateur d'un monastère à Salamine.

### Prénoms du jour
Bonne fête aux Félicité et ses variantes : Felicidad, Felicita, Félicitée, Felicity, etc.
Et aussi aux :
- Ethan et ses variantes : Aethan, Etan, Etanne, Ethanne, Etian.
- Aux Nathan (en) et ses variantes : Natan, Nathanaël, Nathanaëlle, Nathane.
- Aux Nominoë et ses variantes autant bretonnes : Nevenoe, Nevenou, Nominoé, etc.
- Aux Perpétue.

## Traditions et superstitions

### Dictons
- « Le jour de la sainte-Félicité se voit venir avec gaieté. Car, on l'a toujours remarqué, c'est le plus beau jour de l'année. »[8]

### Astrologie
- Signe du zodiaque : 17e jour du signe astrologique des Poissons (ou 18e en cas d'année bissextile).